# Győri ETO HC
Győri ETO HC (Győri Egyetértés Torna Osztály Hoki Club; deutsch: Eishockeyclub der Allgemeinen Gymnastikabteilung von Győr) ist ein ungarischer Eishockeyverein aus Győr, der 1992 gegründet wurde und aus der Eishockeyabteilung des Győrer Sportvereins Győri ETO entstanden ist. Anfang der 1950er Jahre nahm diese Abteilung als Győri Vasas am Spielbetrieb der ungarischen Eishockeyliga teil und stellte später den Spielbetrieb ein. 1992 wurde die Eishockeyabteilung als selbständiger Verein wiederbelebt und nahm zunächst am Spielbetrieb der zweiten Spielklasse teil. 1999 gewann der ETO HC die Meisterschaft dieser Liga und stieg damit in die OB I. Bajnokság auf. Von 1999 bis 2006 spielte der Verein durchgehend in der höchsten ungarischen Spielklasse. 2006 musste sich der Verein aus dem semi-professionellen Spielbetrieb aus finanziellen und strukturellen – die Spielstätte des Klubs ist nur durch ein Zelt überdacht und bietet erst ab Oktober Eiszeiten – zurückziehen. Anschließend betrieb der Verein ausschließlich Nachwuchsarbeit sowie Inlinehockey.
Zur Spielzeit 2021/22 wechselte die Männermannschaft des Vasas HC aus Budapest zum Győri ETO HC und nahm an der multinationalen Erste Liga teil. Anschließend zog sich der Klub in die zweitklassige OB II. Bajnokság (Andersen Liga) zurück.

## Stadion
Die Heimspiele des Győri ETO HC werden in der 1984 erbauten und 2010 renovierten Eishalle Gyõri Mûjégpálya in Győr ausgetragen.